# Campylocera ferruginea
Campylocera ferruginea är en tvåvingeart som beskrevs av Macquart 1843. Campylocera ferruginea ingår i släktet Campylocera och familjen Pyrgotidae. Inga underarter finns listade i Catalogue of Life.